# Nedašova Lhota
Nedašova Lhota je pohraniční obec v okrese Zlín ve Zlínském kraji. Leží při hranicích se Slovenskou republikou. Nachází se asi sedm kilometrů východně od města Valašské Klobouky. Žije zde 675 obyvatel.
Obec leží v chráněné krajinné oblasti Bílé Karpaty v údolí říčky Nedašovky. Je součástí národopisné oblasti zvané Závrší, širokého údolí kolem Návojského potoka, která se nachází na samé hranici se Slovenskem a spadají do ní tři vesnice – Návojná, Nedašov a Nedašova Lhota.

## Historie
Nejstarší archeologické nálezy, jež pocházejí z katastru obce, sahají až do období pravěku.
Nedašova Lhota byla osídlena zřejmě již kolem roku 1300.
První písemná zmínka o vesnici pochází z roku 1503 (Lhotu), kdy se osada připomíná v zemských deskách jako součást panství Brumov. Název obce je odvozen od blízkého Nedašova. Brumovské panství získali v roce 1520 trvale páni z Lomnice a učinili z něj hlavní sídlo svých východomoravských držav.
V roce 1758 bylo v Nedašově Lhotě celkem 58 domů, z toho 9 gruntů, 7 podsedků, 24 chalupníků a kovárna.[zdroj?] V roce 1790 zde údajně žilo přes 400 obyvatel, v roce 1834 to bylo již 530 obyvatel v 71 domech a tento počet se udržel až do konce 19. století.
V roce 1817 si obce Nedašov, Návojná a Nedašova Lhota společně postavily v Nedašově školu. Vyučoval zde učitel z Brumova, na jehož plat se skládaly všechny tři vesnice. V Nedašově Lhotě byla vlastní škola vystavěna až v roce 1868.
V roce 1894 byl slavnostně vysvěcen nový kamenný kříž na spodním okraji obce. 
Vesnici v minulosti sužovala tak jako mnohá jiná sídla řada větších i menších požárů. Největší z nich vypukl v roce 1895, při kterém shořelo 38 hospodářských stavení.
Během první světové války padlo na frontách 20 zdejších občanů. V roce 1937 jim byl před budovou mateřské školy odhalen pomník. Roku 1922 byl v obci zřízen obecní chudobinec. V roce 1927 byla opravena hospoda, kterou obec koupila v roce 1900. Roku 1933 byla vybudována nová zděná zvonice, před níž nechal starosta postavit sochu svatého Jana Nepomuckého.
Za druhé světové války působila v pohraničí německá finanční stráž. V obci to vyvolalo vznik ilegální odbojové skupiny, která převáděla na Slovensko. V květnu 1945 osvobodily obec jednotky rumunské armády působící v rámci Rudé armády.
V letech 1947–1948 byla provedena celková elektrifikace obce. Od skončení války do roku 1985 byla v Nedašově Lhotě postavena hasičská zbrojnice, vybudována autobusová točna, otevřena nová prodejna Jednoty, sportovní hřiště a postaven nový občanský výbor se sálem a místní knihovnou. Došlo rovněž k regulaci místního potoka s novým mostem a adaptaci budovy obecné školy na mateřskou školku.
Mezi roky 1976 a 1992 byla obec spojena s Nedašovem a Návojnou. Po rozdělení republiky v roce 1993 se stala pohraniční obcí. Po roce 1992 byla provedena rekonstrukce hasičské zbrojnice a dokončena plynofikace obce.

## Obyvatelstvo
| Rok            | 1869 | 1880 | 1890 | 1900 | 1910 | 1921 | 1930 | 1950 | 1961 | 1970 | 1980 | 1991 | 2001 | 2011 | 2021 |
| -------------- | ---- | ---- | ---- | ---- | ---- | ---- | ---- | ---- | ---- | ---- | ---- | ---- | ---- | ---- | ---- |
| Počet obyvatel | 522  | 567  | 533  | 539  | 532  | 511  | 562  | 613  | 766  | 742  | 747  | 730  | 735  | 720  | 644  |
| Počet domů     | 84   | 85   | 94   | 94   | 92   | 92   | 104  | 114  | 119  | 134  | 149  | 177  | 179  | 194  | 193  |

## Obecní správa

### Obecní symboly
Znak a vlajka byly obci uděleny rozhodnutím předsedy Poslanecké sněmovny Parlamentu České republiky dne 9. prosince 2002.

## Pamětihodnosti
Pro místní lidovou architekturu jsou typické dřevěné domy s roubenou konstrukcí, z nichž nejvýznamnější pamětihodností je roubená zvonička z roku 1867 nacházející se uprostřed obce nad kaplí z roku 1933. Díky jejímu zakreslení ve vojenských mapách se řadí k nejstarším doloženým sakrálním památkám v oblasti Závrší. Jedná se o dřevěnou stavbu se sedlovou střechou, v jejímž středu stojí rozsocha, v níž je umístěn zvon. Střechu i rozsochu chrání šindelová střešní krytina. Rejstříkové číslo zvoničky v Ústředním seznamu kulturních památek České republiky je 33492/7-2027, katalogové číslo 1000145139.
Dalšími sakrálními památkami obce jsou 3 kříže a socha svatého Jana Nepomuckého.
Mezi přírodní památky, které na území obce nalezneme, patří lokality s výskytem chráněných jalovců, oskeruší, 3 památné duby a keře dřínky.

## Fotogalerie

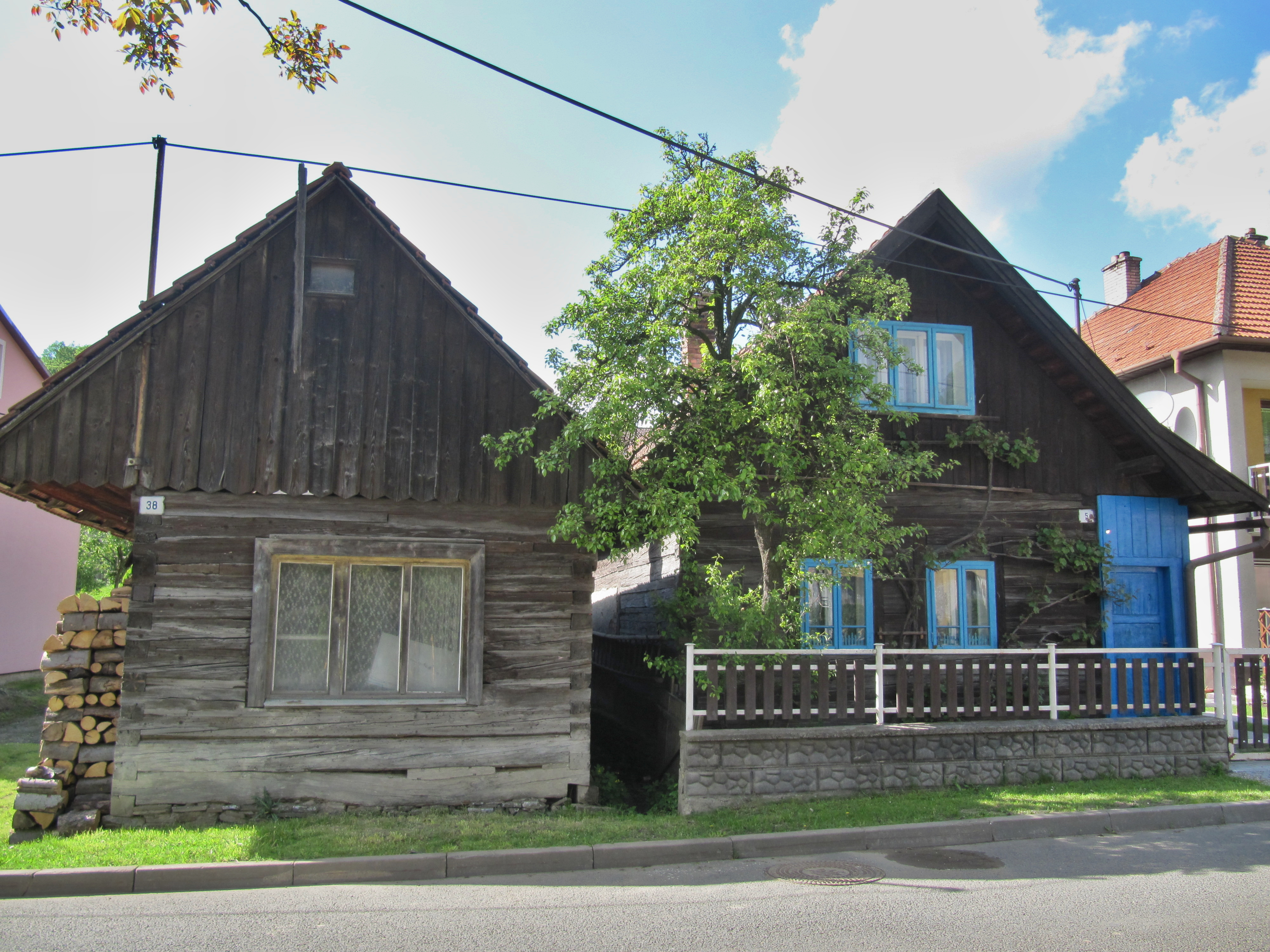
Roubené domy čp. 38 a 5
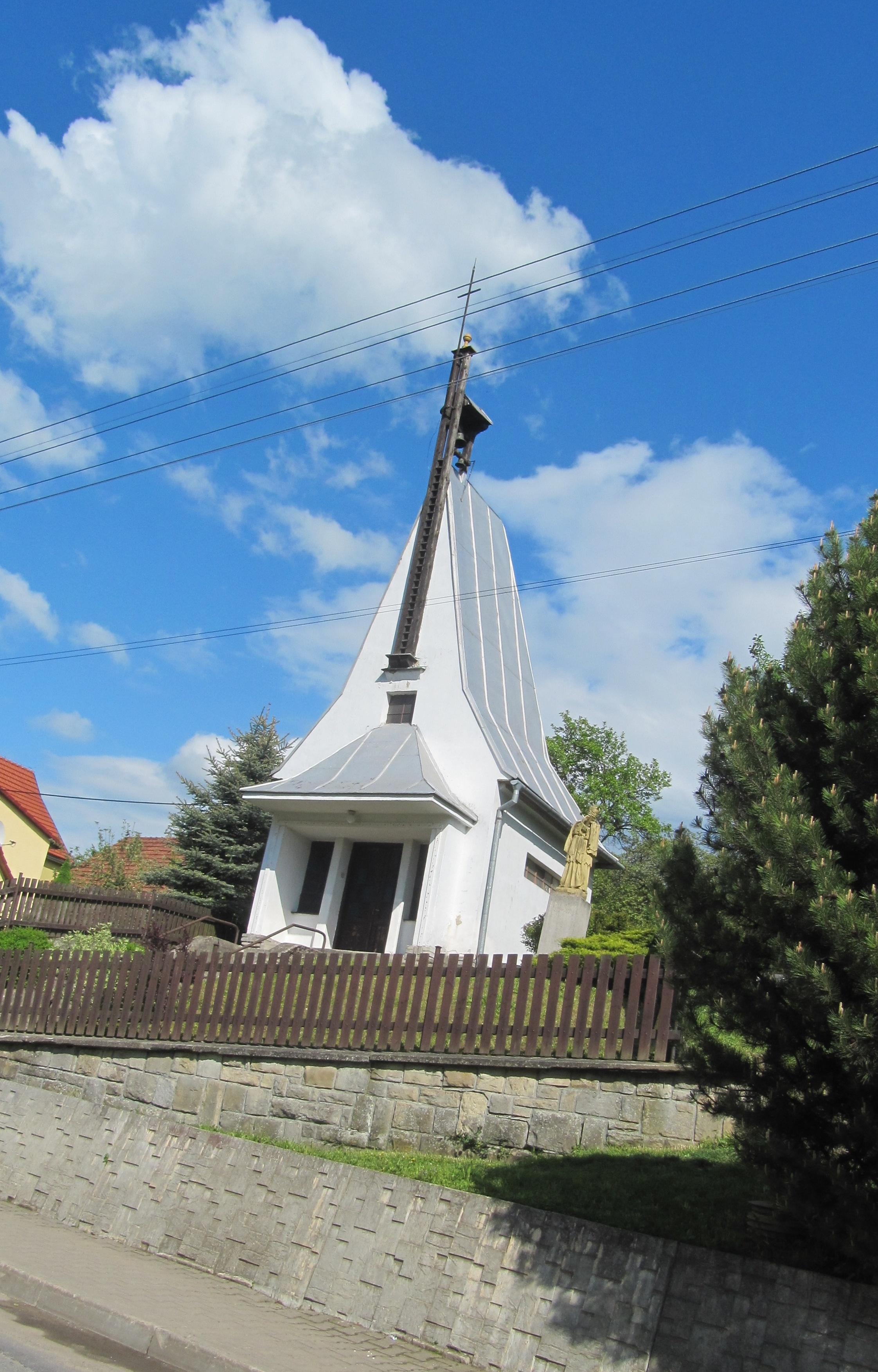
Zděná kaple z roku 1933
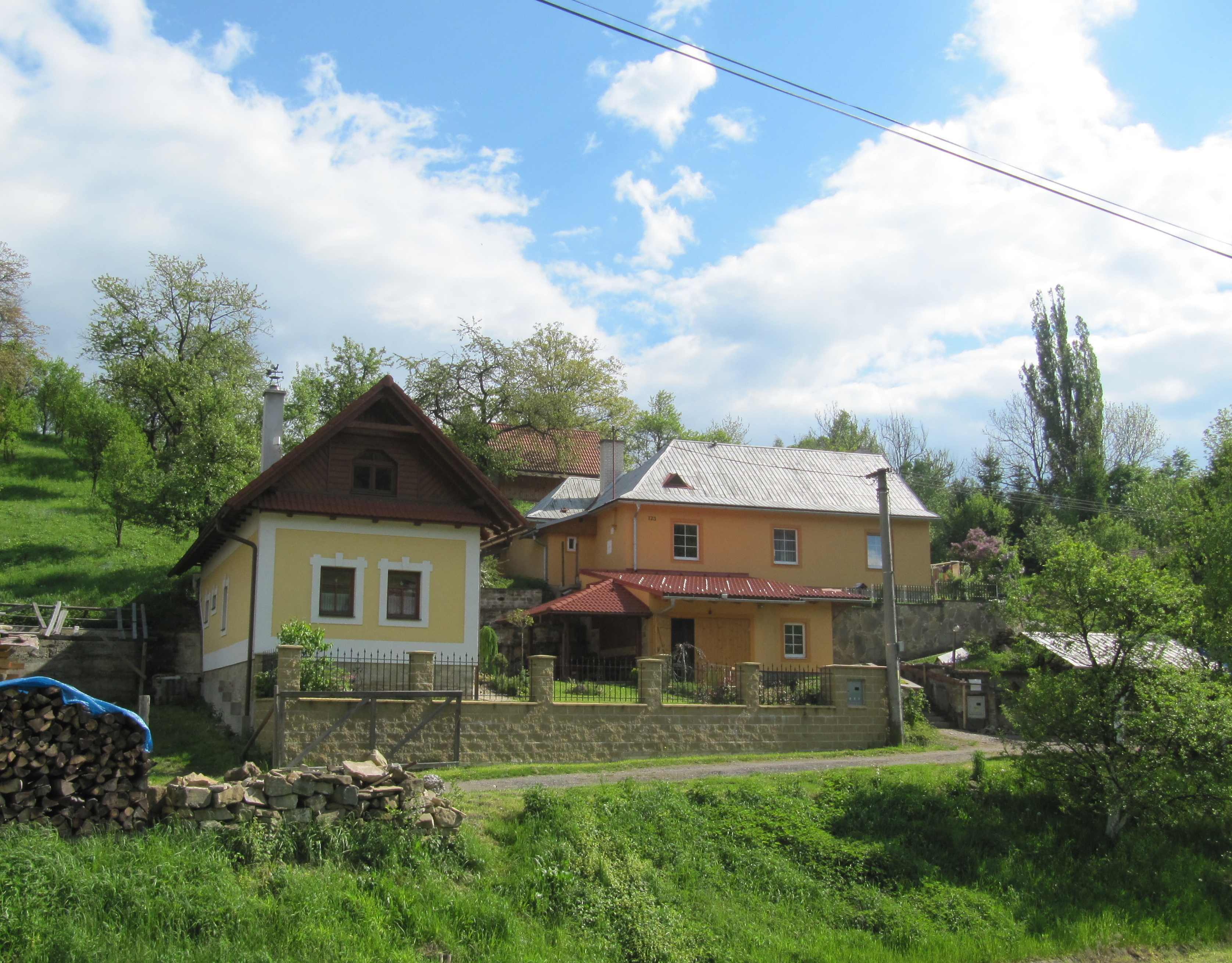
Dům čp. 123
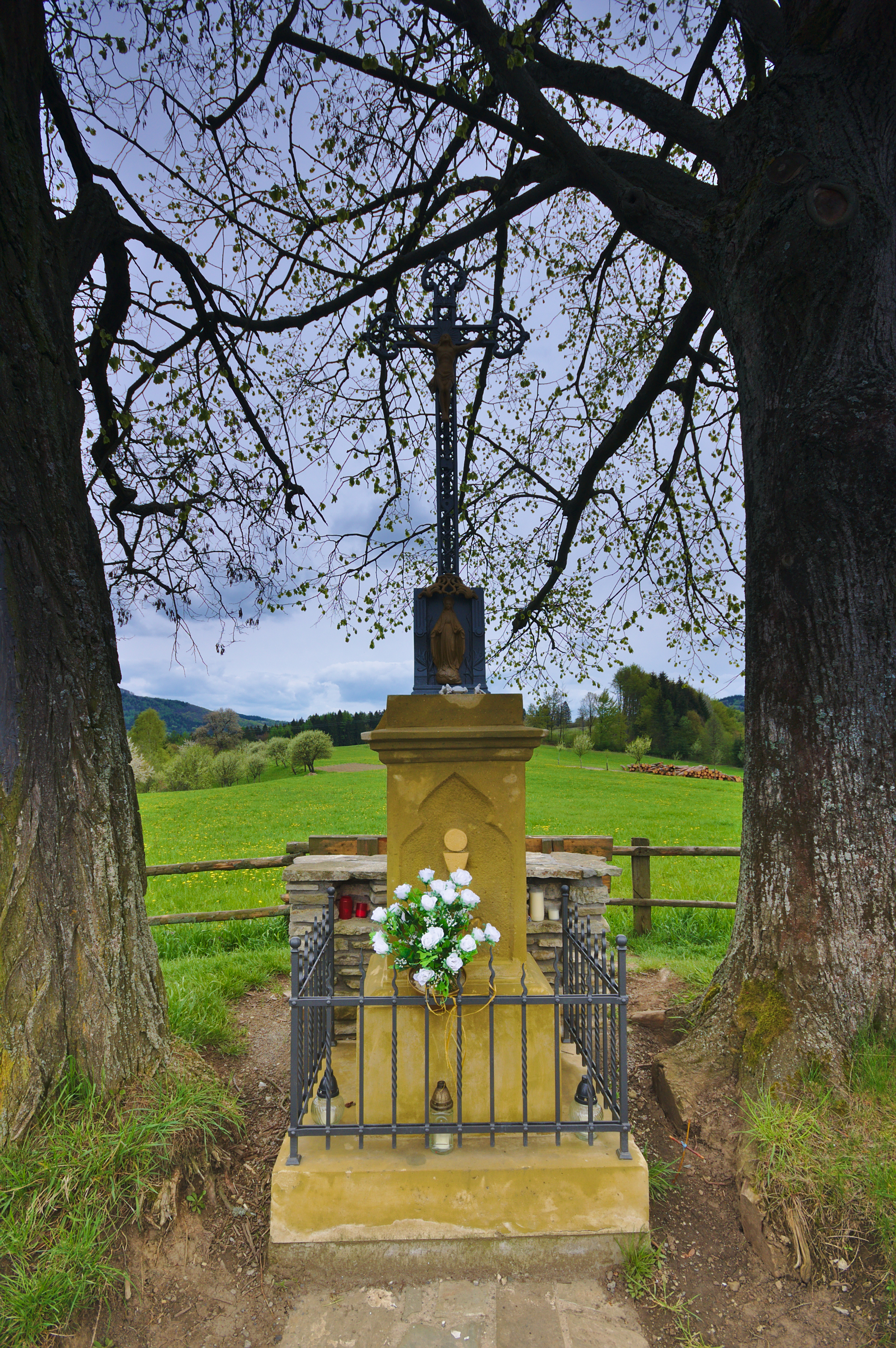
Kříž u silnice východně od obce
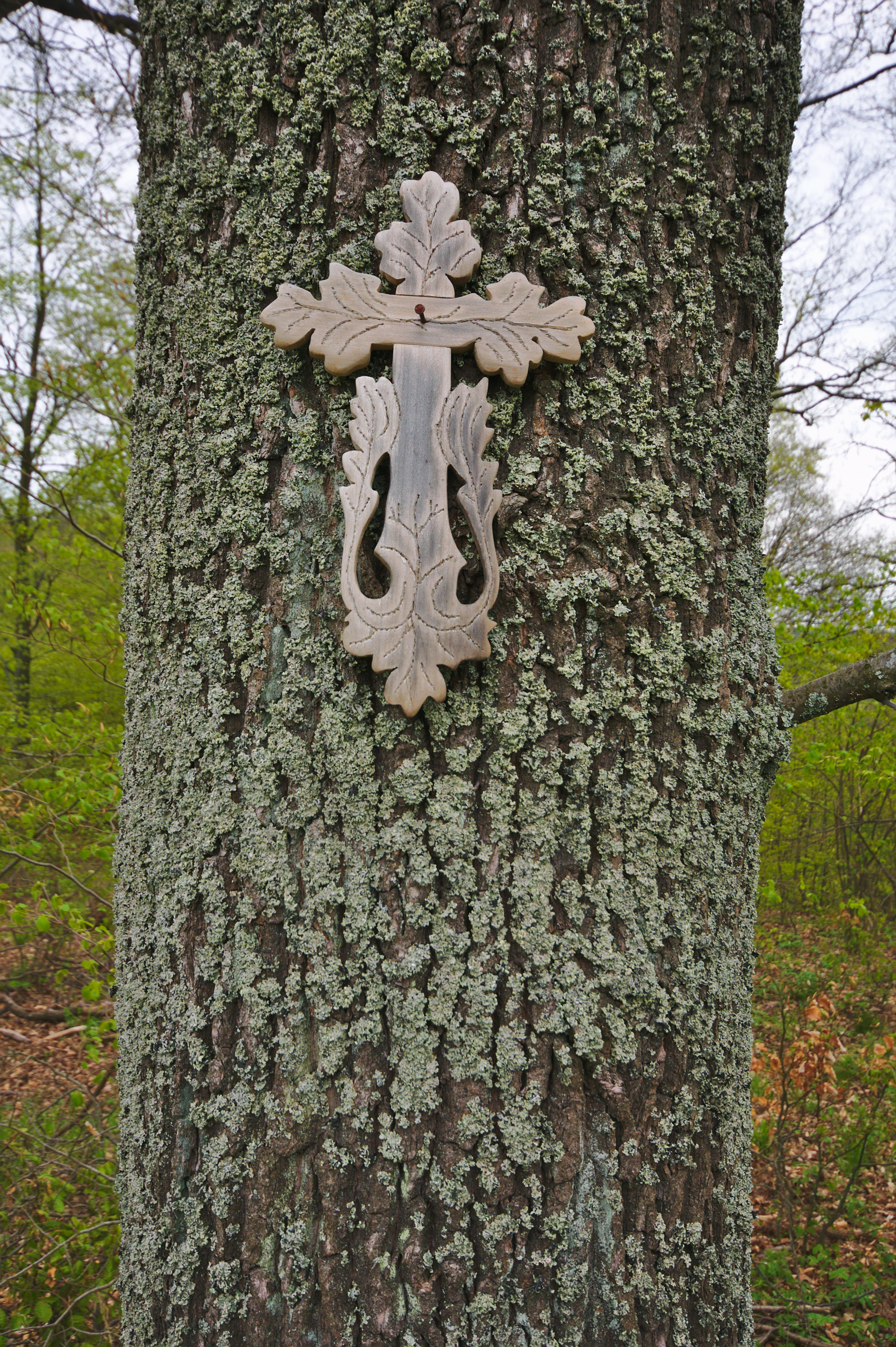
Kříž na stromě u vrcholu Vysocká
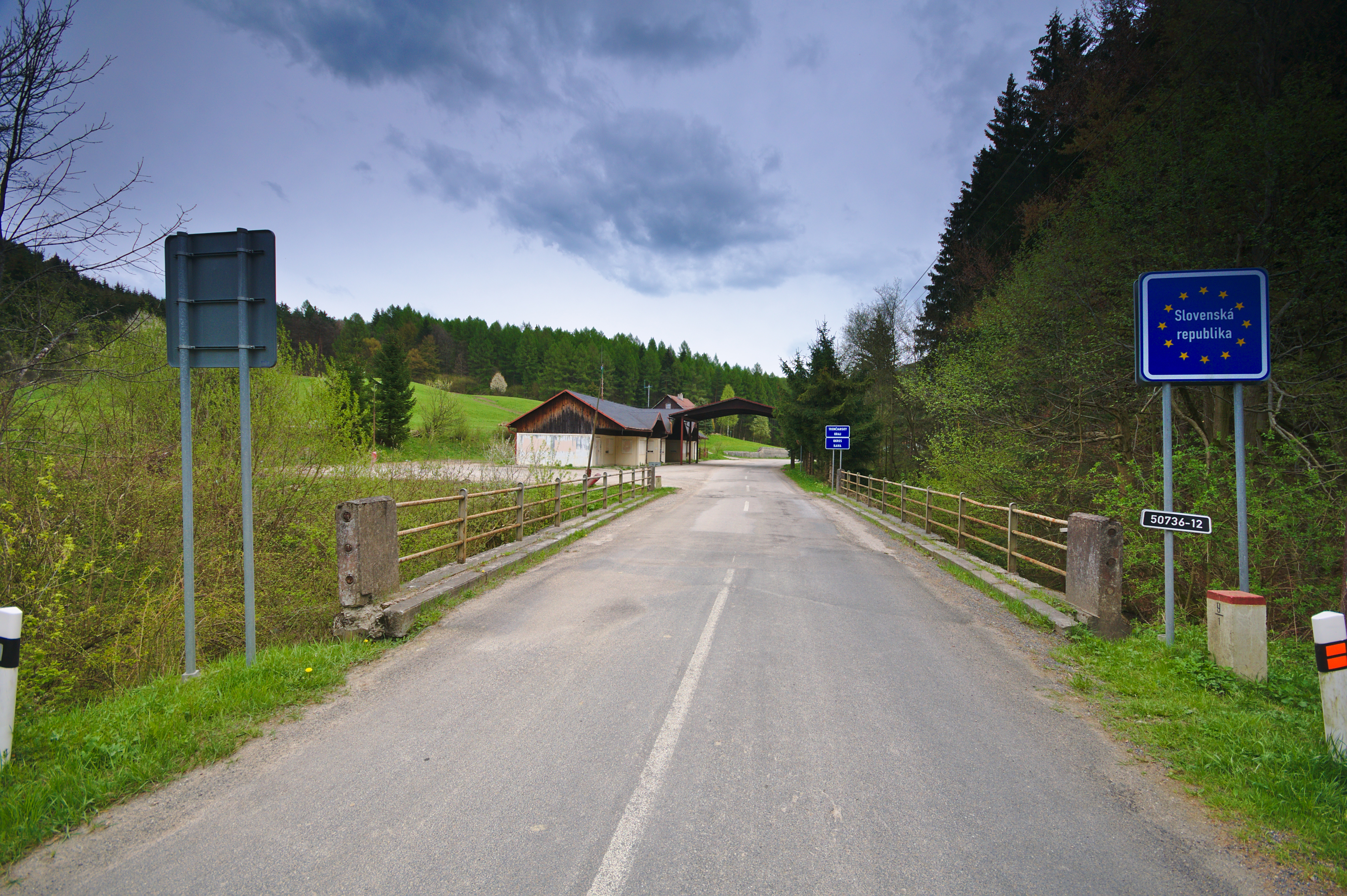
Hraniční přechod Nedašova Lhota – Červený Kameň